# Тимофеевка (Одесская область)
Тимофеевка (укр. Тимофіївка) — село, относится к Ширяевскому району Одесской области Украины.
Население по переписи 2001 года составляло 94 человека. Почтовый индекс — 66833. Телефонный код — 4858. Занимает площадь 0,5 км². Код КОАТУУ — 5125485606.

## Местный совет
66833, Одесская обл., Ширяевский р-н, с. Старые Маяки, ул. Центральная, 2